# Filialkirche St. Margaretha (Eisenkappel)

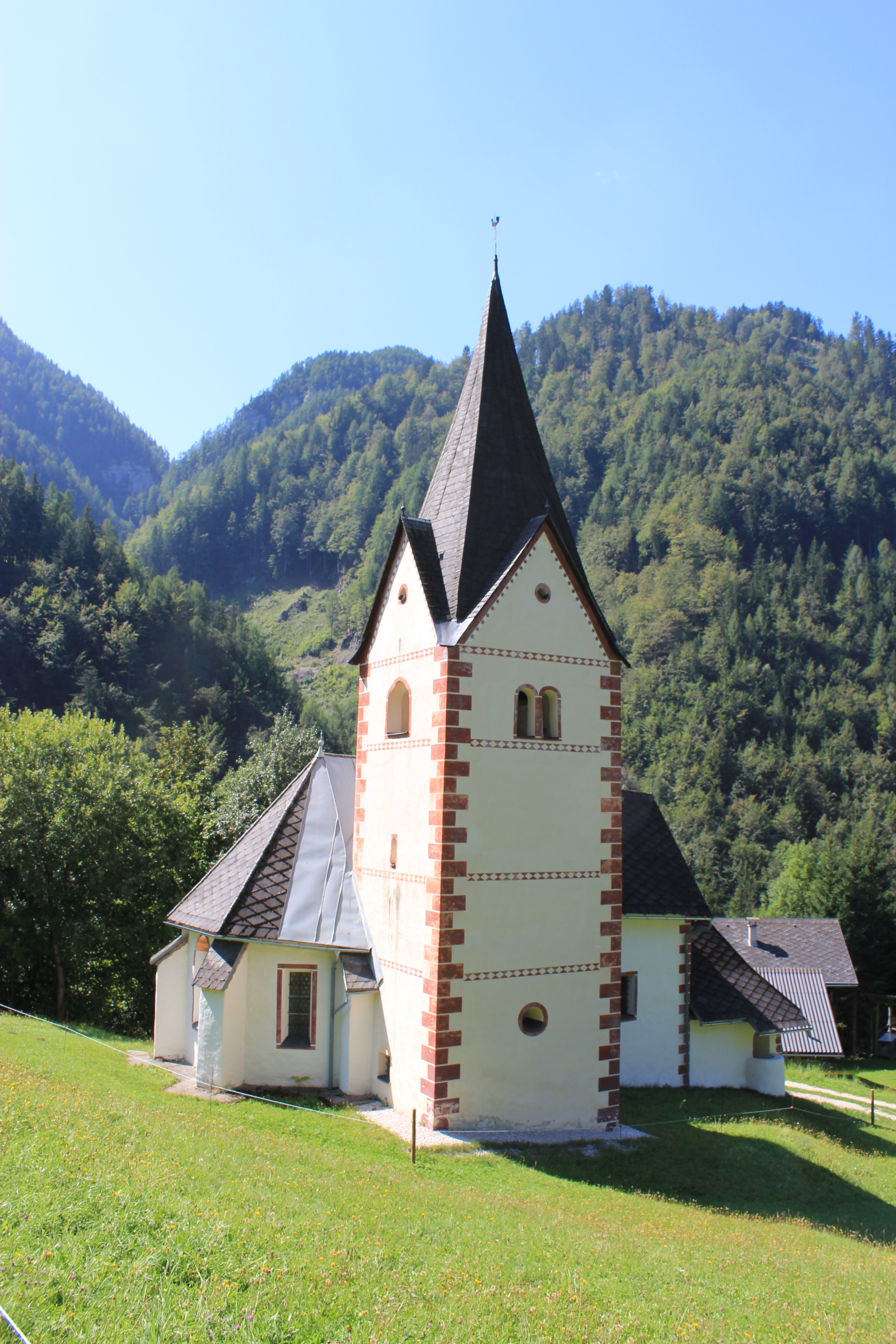
Kirchengebäude 2011

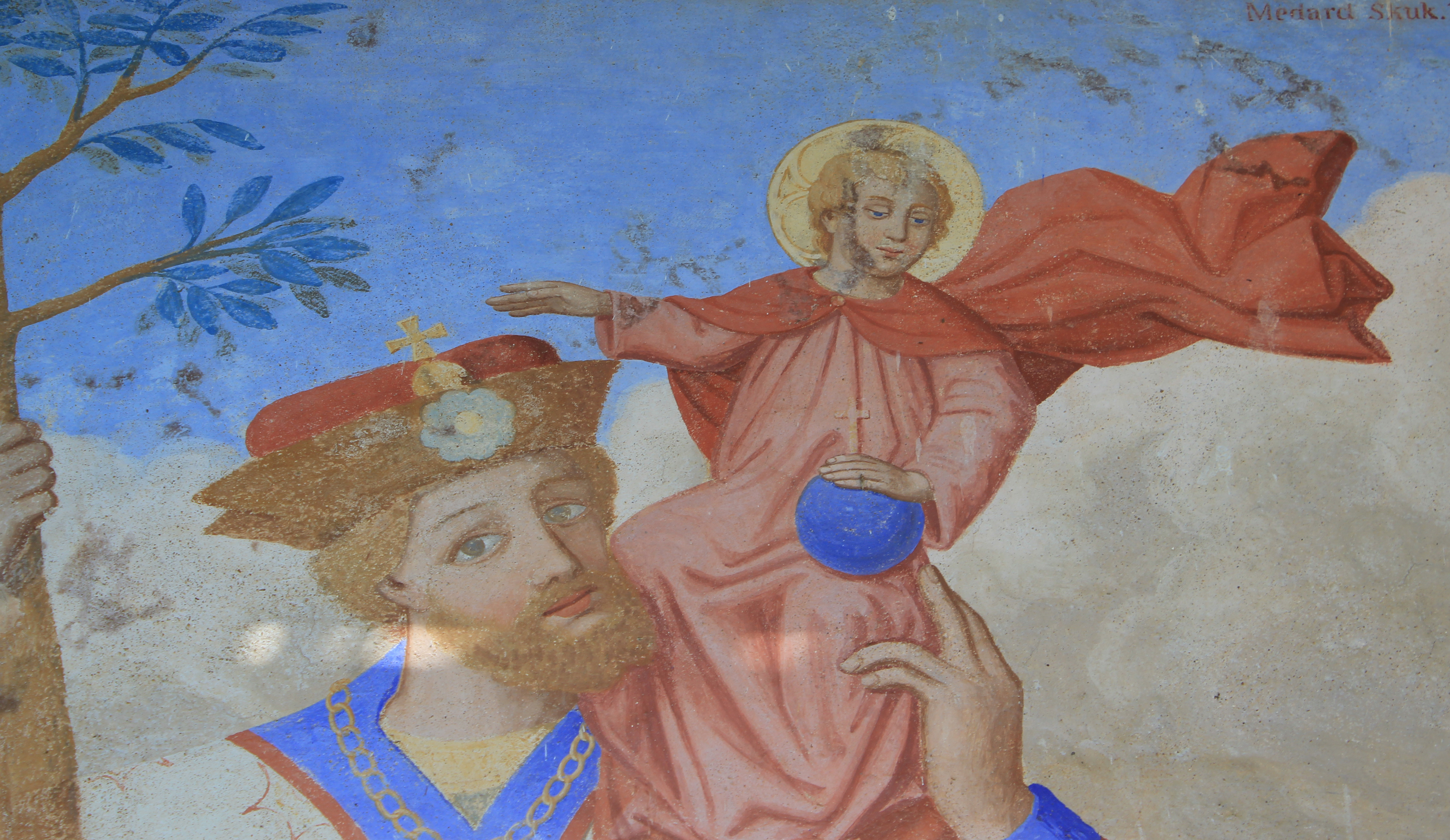
Hl. Christophorus

Die römisch-katholische Filialkirche St. Margaretha befindet sich im Remscheniggraben in der Gemeinde Eisenkappel-Vellach.

## Baubeschreibung
Der kleine, im Kern romanische Bau wird am Chor von Strebepfeilern gestützt und von einem romanischen Turm an der Chornordseite dominiert. Der besitzt zweiteilige, rundbogige Schallfenster und wird von einem Giebelspitzhelm bekrönt. Die Glocke wurde 1819 von Mathias Gollner gegossen. Das Langhaus wurde vermutlich im 17. Jahrhundert erhöht. In der westlichen Vorlaube steht eine gemauerte Außenkanzel. Das Christophorusfresko an der Südwand wurde 1910 von Medard Skuk gemalt.
Im Inneren verbindet ein rundbogiger Triumphbogen mit Kämpfergesims das kreuzgewölbte, zweijochige Langhaus mit dem einjochigen gotischen Chor mit 3/8-Schluss und Kreuzrippengewölbe. Der Chor ist breiter als das Langhaus. Die Sakristei im Turm hat ein Kreuzgewölbe.
An der Langhausnordwand befindet sich ein Fresko aus dem 14. Jahrhundert, das wohl die heilige Margharetha darstellt. Das Fragment einer Kreuzigung im Chor stammt aus der zweiten Hälfte des 15. Jahrhunderts und wurde 1978/79 freigelegt.

## Ausstattung
Der Hochaltar aus dem 4. Viertel des 17. Jahrhunderts trägt die Schnitzfigur der heiligen Magaretha, die von zwei Heiligenstatuen flankiert wird. Der Tabernakel entstand 1835.
Die beiden Seitenaltäre bestehen aus Säulenretabeln mit fleischigem Akanthus und  wurden 1698 angefertigt. Am Mittelbild des linken Seitenaltars aus dem 19. Jahrhundert ist ein Ordensheiliger dargestellt. Das Mittelbild des rechten Seitenaltars stammt aus derselben Zeit und zeigt den heiligen Ulrich. Auf der Mensa steht ein Kruzifix aus der zweiten Hälfte des 16. Jahrhunderts.